# Deborah Lipstadt
Deborah Esther Lipstadt (New York, 18 maart 1947) is een Amerikaans historica, bekend van haar boeken Denying the Holocaust (1993), History on Trial: My Day in Court with a Holocaust Denier (2005) en The Eichmann Trial (2011). Zij is "Dorot Professor of Modern Jewish History and Holocaust Studies" aan de Emory-universiteit in Georgia, Verenigde Staten.
Lipstadt was adviseur voor het United States Holocaust Memorial Museum. Daarnaast zetelde ze tussen 1994 en 2004 in de United States Holocaust Memorial Council.

## Proces
Lipstadt werd door David Irving in 1996 aangeklaagd voor smaad bij het Britse Hooggerechtshof. Dit werd voor een Brits hof gedaan omdat voor een Amerikaans hof Irving zelf moest aantonen dat de beweringen van Lipstadt foutief waren. Lipstadt werd verdedigd door Holocaust-kenner Robert Jan van Pelt. Op 11 april 2000 oordeelde een Britse rechtbank echter dat er geen sprake is van smaad en omschreef Irving als holocaust-ontkenner die doelbewust bewijsmateriaal manipuleert voor eigen ideologische doelen.
In 2016 werd dit proces vereeuwigd in de film Denial.